# Jan Bobrowicz

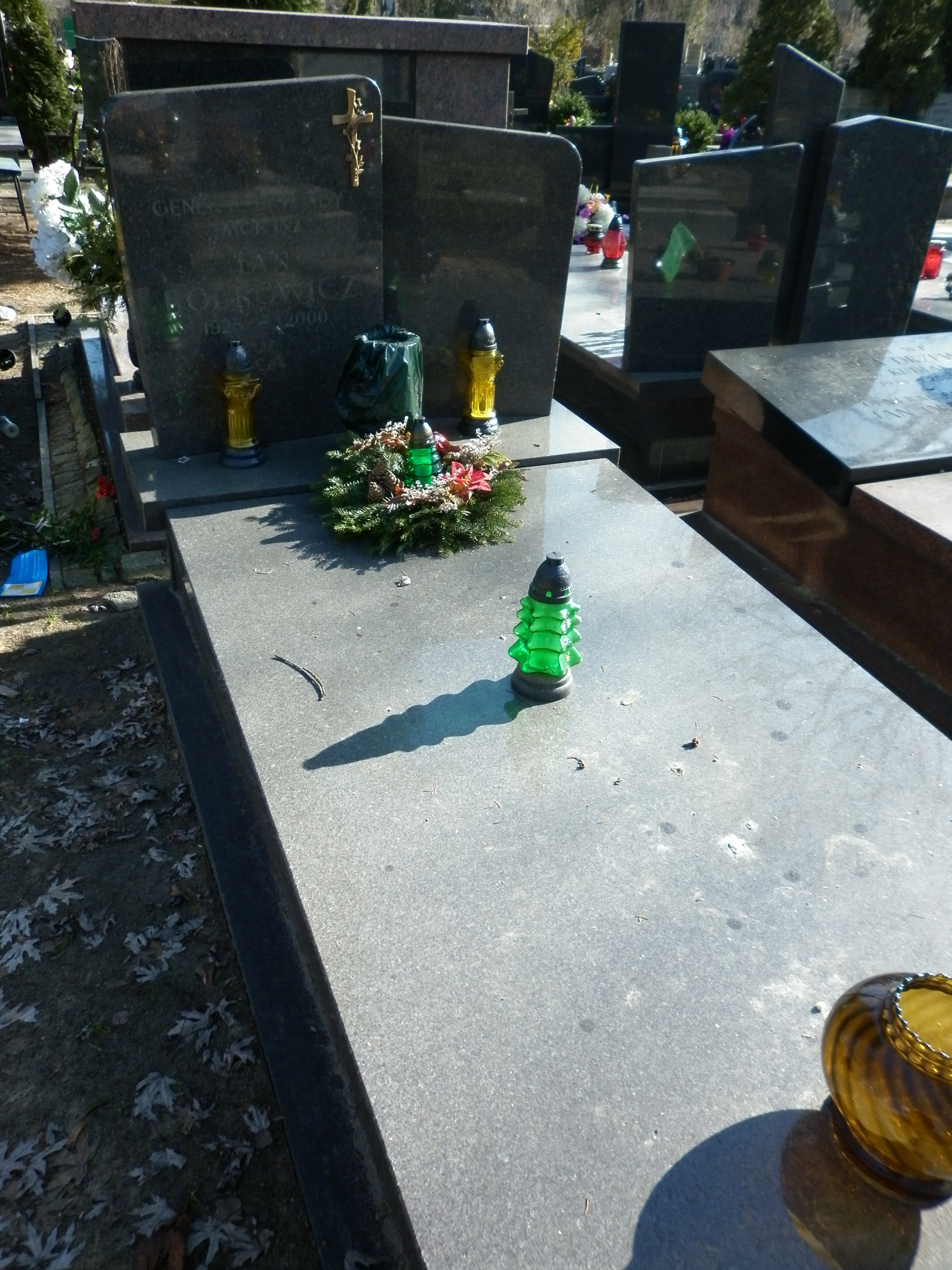
Grób Jana Bobrowicza na Cmentarzu Wojskowym na Powązkach

Jan Bobrowicz (ur. 12 listopada 1928 w Wymyślinie, zm. 31 października 2000 w Warszawie) – generał brygady ludowego Wojska Polskiego.

## Życiorys
Przed wojną skończył 4 klasy szkoły powszechnej. 
Podczas okupacji pracował w niemieckim majątku w Kwidzynie i w gospodarstwie rolnym Ławiczek. Od lutego 1945 do 1947 zaliczył 4 klasy gimnazjum. 
We wrześniu 1947 wstąpił do Wojska Polskiego we Włocławku i do 1949 uczył się w Oficerskiej Szkole Artylerii w Toruniu, uzyskując stopień podporucznika. W sierpniu 1951 został dowódcą plutonu rozpoznania wzrokowego w 38 Dywizjonie Artylerii Rozpoznania Pomiarowego, a w styczniu 1952 dowódcą baterii rozpoznawczo-topograficznej. 
W latach 1953–1958 odbył studia w Akademii Artyleryjsko-Inżynieryjnej w ZSRR, ukończył je jako magister inżynier elektromechanik. Później do 1961 na kursie przy Wyższej Szkole Artyleryjsko-Inżynieryjnej w ZSRR. Od 1959 pełnił służbę w Departamencie Uzbrojenia MON, gdzie kierował wydziałami, a następnie oddziałami. Od lutego 1974 był zastępcą szefa Służby Uzbrojenia i Elektroniki MON. W sierpniu 1976 został komendantem Wojskowego Instytutu Techniki Uzbrojenia w Zielonce k. Warszawy. Od 30 września 1978 był dyrektorem Departamentu Rozwoju i Produkcji Specjalnej w Ministerstwie Przemysłu Maszynowego. 2 września 1983 został sekretarzem Komitetu Przemysłu Obronnego Rady Ministrów. Od 11 września 1985 pełnił służbę na stanowisku zastępcy Głównego Inspektora Techniki WP i szefa Badań i Rozwoju Techniki Wojskowej. 26 września 1985 został mianowany generałem brygady. Nominację otrzymał w Belwederze z rąk przewodniczącego Rady Państwa Henryka Jabłońskiego. 2 lipca 1989 został zastępcą szefa Komitetu Technicznego Zjednoczonych Sił Zbrojnych Państw Układu Warszawskiego w Moskwie. 
25 lipca 1991 został zwolniony z zawodowej służby wojskowej i 24 października 1991 przeniesiony w stan spoczynku. Pochowany na Cmentarzu Wojskowym na Powązkach w Warszawie (kwatera EII-9-4).

## Awanse
W trakcie wieloletniej służby w ludowym Wojsku Polskim otrzymywał awanse na kolejne stopnie wojskowe:
- podporucznik - 1949
- porucznik - 1950
- kapitan - 1953
- major - 1958
- podpułkownik - 1963
- pułkownik - 1967
- generał brygady - 1985

## Odznaczenia i wyróżnienia
- Order Sztandaru Pracy II klasy (1988)
- Krzyż Oficerski Orderu Odrodzenia Polski (1980)
- Krzyż Kawalerski Orderu Odrodzenia Polski (1971)
- Złoty Krzyż Zasługi (1966)
- Srebrny Krzyż Zasługi (1952)
- Medal 10-lecia Polski Ludowej
- Medal 30-lecia Polski Ludowej
- Medal 40-lecia Polski Ludowej
- Złoty Medal „Siły Zbrojne w Służbie Ojczyzny” (1968)
- Srebrny Medal Siły Zbrojne w Służbie Ojczyzny
- Brązowy Medal Siły Zbrojne w Służbie Ojczyzny
- Złoty Medal „Za zasługi dla obronności kraju” (1974)
- Srebrny Medal Za zasługi dla obronności kraju
- Brązowy Medal Za zasługi dla obronności kraju
- Medal 30-lecia Rewolucyjnych Sił Zbrojnych (Kuba) (1987)
- Wpis do Honorowej Księgi Czynów Żołnierskich (1983)